# Тиргартен
Тирга́ртен (нем. Tiergarten, буквально «зоосад», произносится раздельно: «Ти́р-га́ртен») — район Берлина в составе административного округа Митте. В своих нынешних границах район появился в 2001 году в результате административной реформы после слияния бывших округов Митте и Тиргартен и выделения районов в составе укрупнённых округов. В просторечии берлинцы до сих пор под Тиргартеном могут подразумевать не только сегодняшний район Тиргартен, но и всю территорию бывшего округа Тиргартен, входящую сегодня также в районы Моабит и Ганзафиртель.

## Положение
На севере граница административного района Тиргартен проходит по реке Шпрее, на северо-западе, севере и северо-востоке Тиргартен граничит с районами Ганзафиртель, Моабит и Берлин-Митте, которые, как и сам Тиргартен, входят в состав административного округа Митте. На западе район Тиргартен граничит с районом Шарлоттенбург административного округа Шарлоттенбург-Вильмерсдорф. С юга к Тиргартену примыкает район Шёнеберг округа Темпельхоф-Шёнеберг, с юго-востока — район Кройцберг округа Фридрихсхайн-Кройцберг.
Значительную часть района занимает парк Большой Тиргартен. При этом парк Малый Тиргартен, расположенный между улицами Турмштрассе (нем. Turmstraße) и Альт-Моабит (нем. Alt-Moabit), находится уже в районе Моабит.

## История
Обширные территории между Тиргартеном (парком) и рекой Шпрее были присоединены к Берлину в 1861 году. С 1884 года вся эта территория официально считалась отдельным кварталом Тиргартен старого Берлина. В 1920 году при создании «Большого Берлина» в немецкой столице были созданы административные округа, в результате чего Тиргартен вместе с Моабитом, Фридрихсфорштадтом и Шёнебергским форштадтом образовали округ Тиргартен Берлина.
В ходе административной реформы 2001 года, целью которой было уменьшение количества округов, округ Тиргартен был объединён с округом Митте в новый укрупнённый округ Митте. Последующая реформа выделила в укрупнённых округах (нем. Bezirk) районы (нем. Ortsteil), в результате чего бывший округ Митте в его старых границах стал районом нового укрупнённого округа Митте, а бывший округ Тиргартен был раздроблен на три района — Моабит, Ханзафиртель и собственно Тиргартен.

## Некоторые достопримечательности

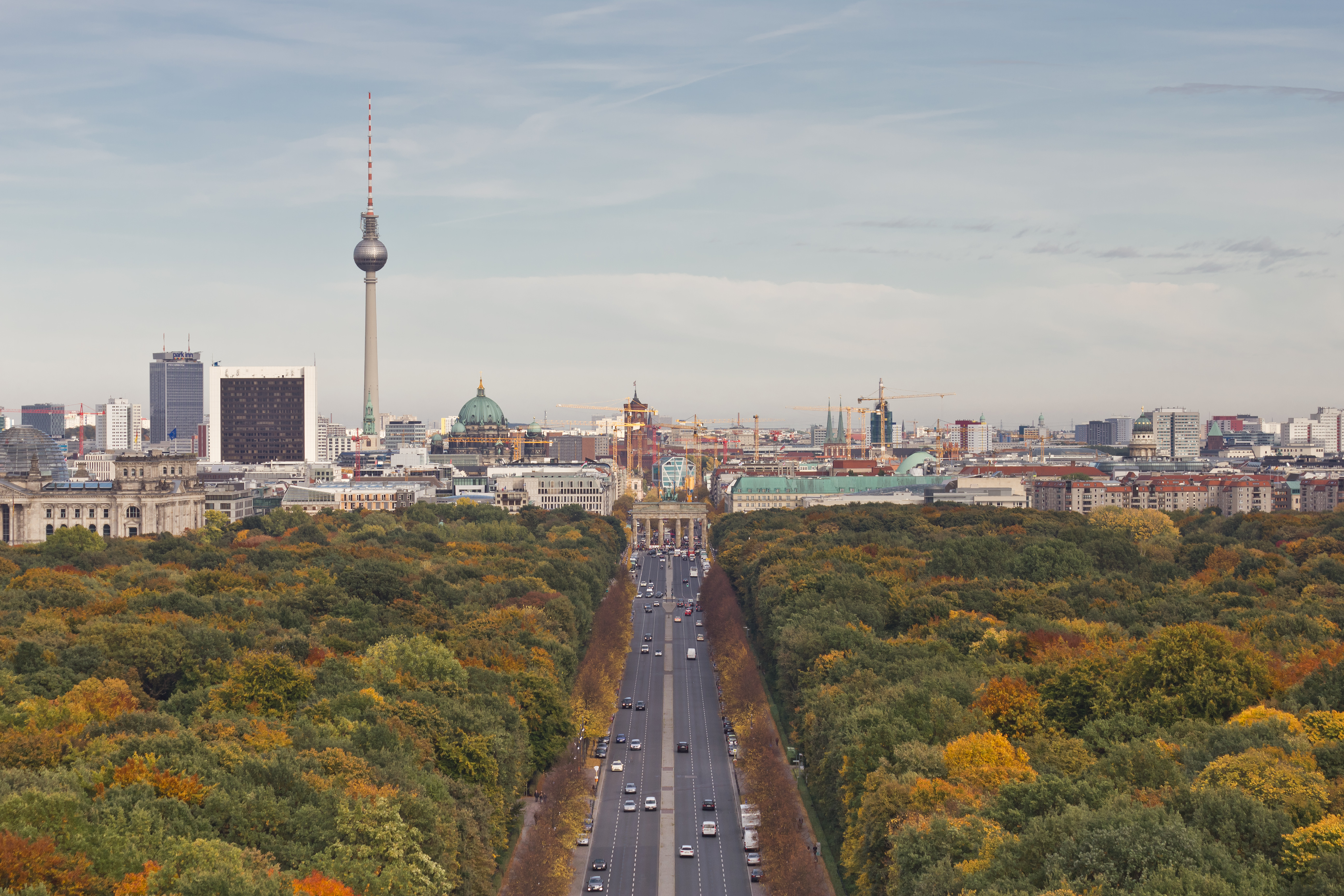
Большой Тиргартен
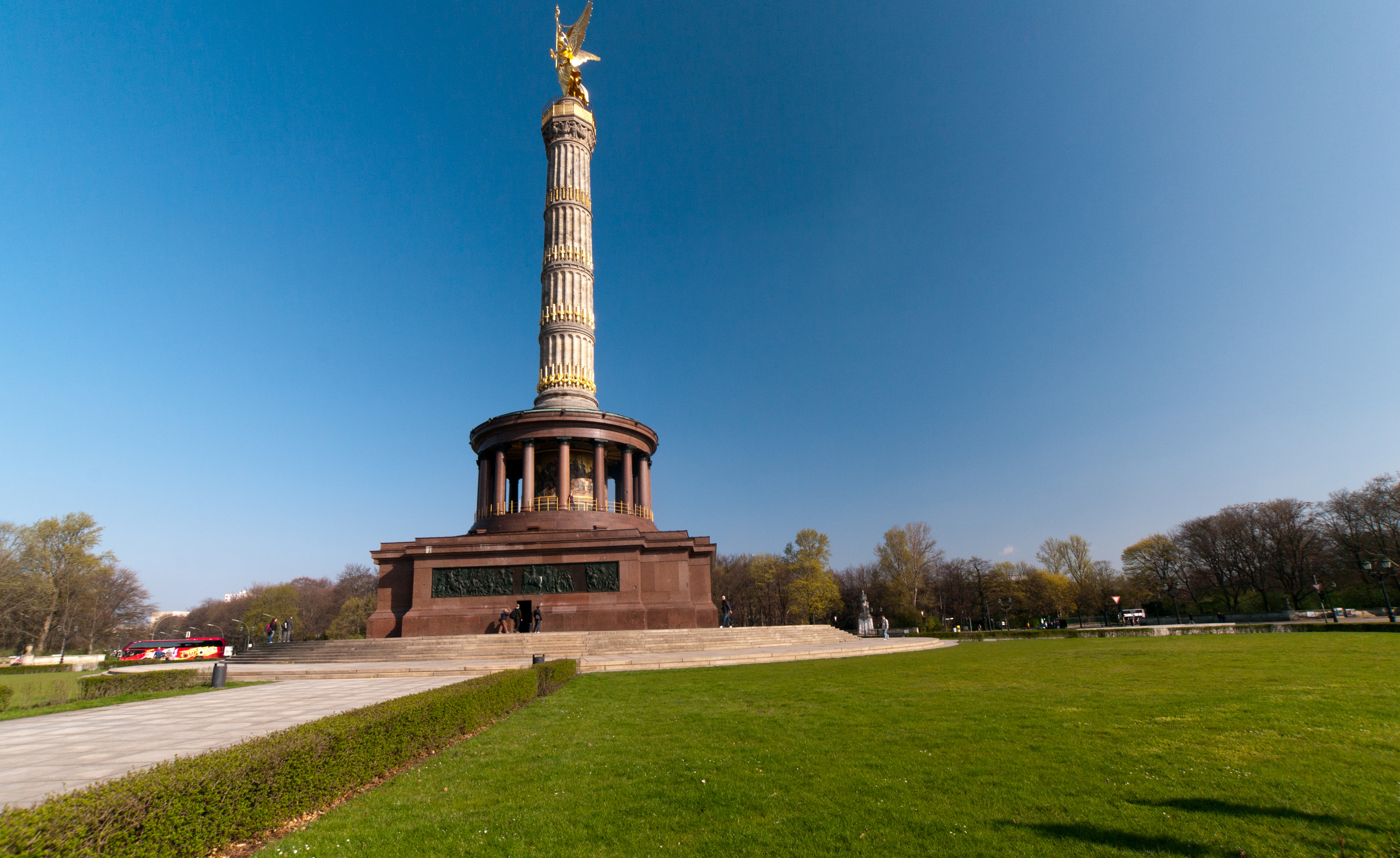
Большая Звезда
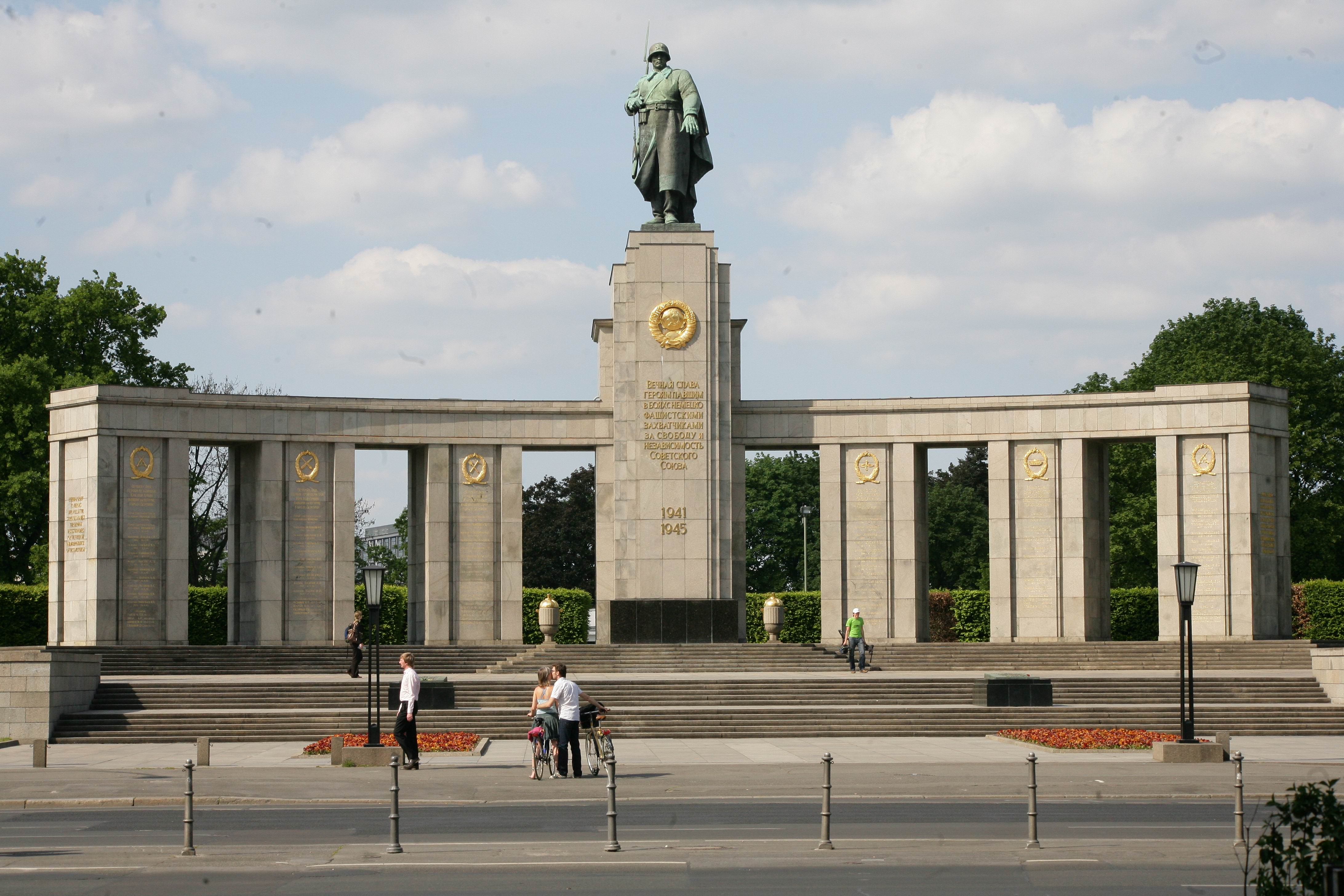
Мемориал павшим советским воинам
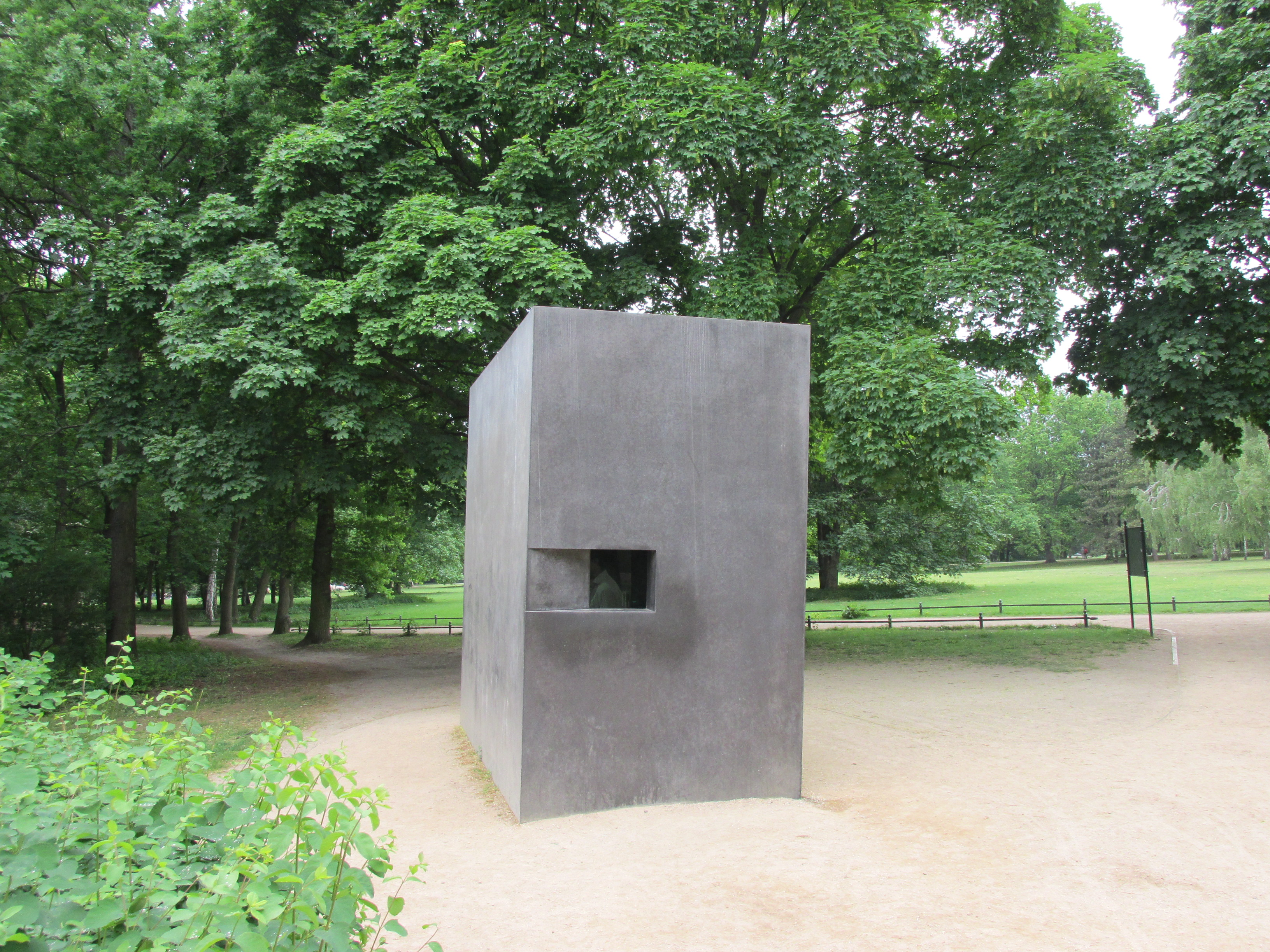
Мемориал гомосексуалам — жертвам нацизма
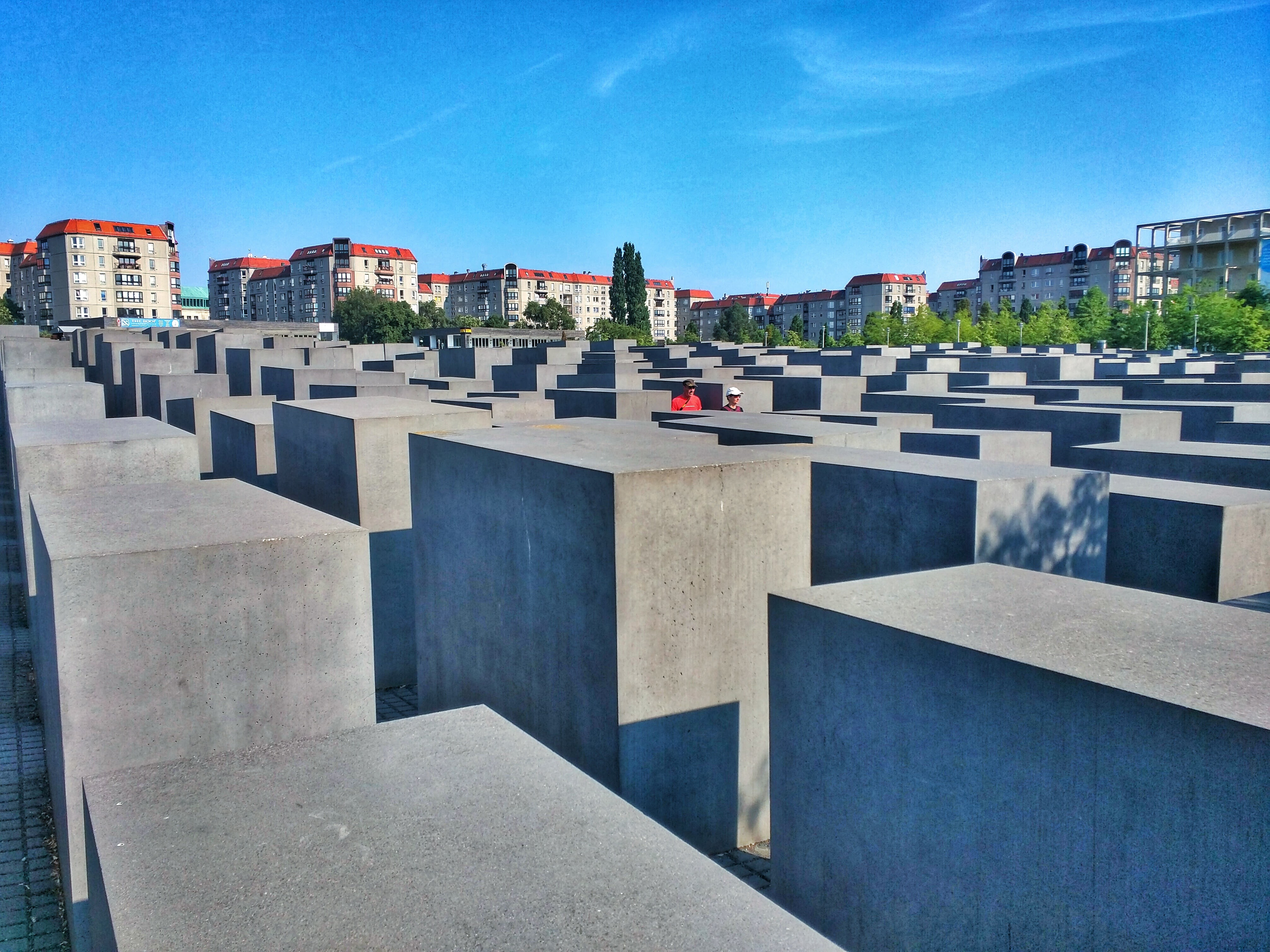
Мемориал жертвам холокоста
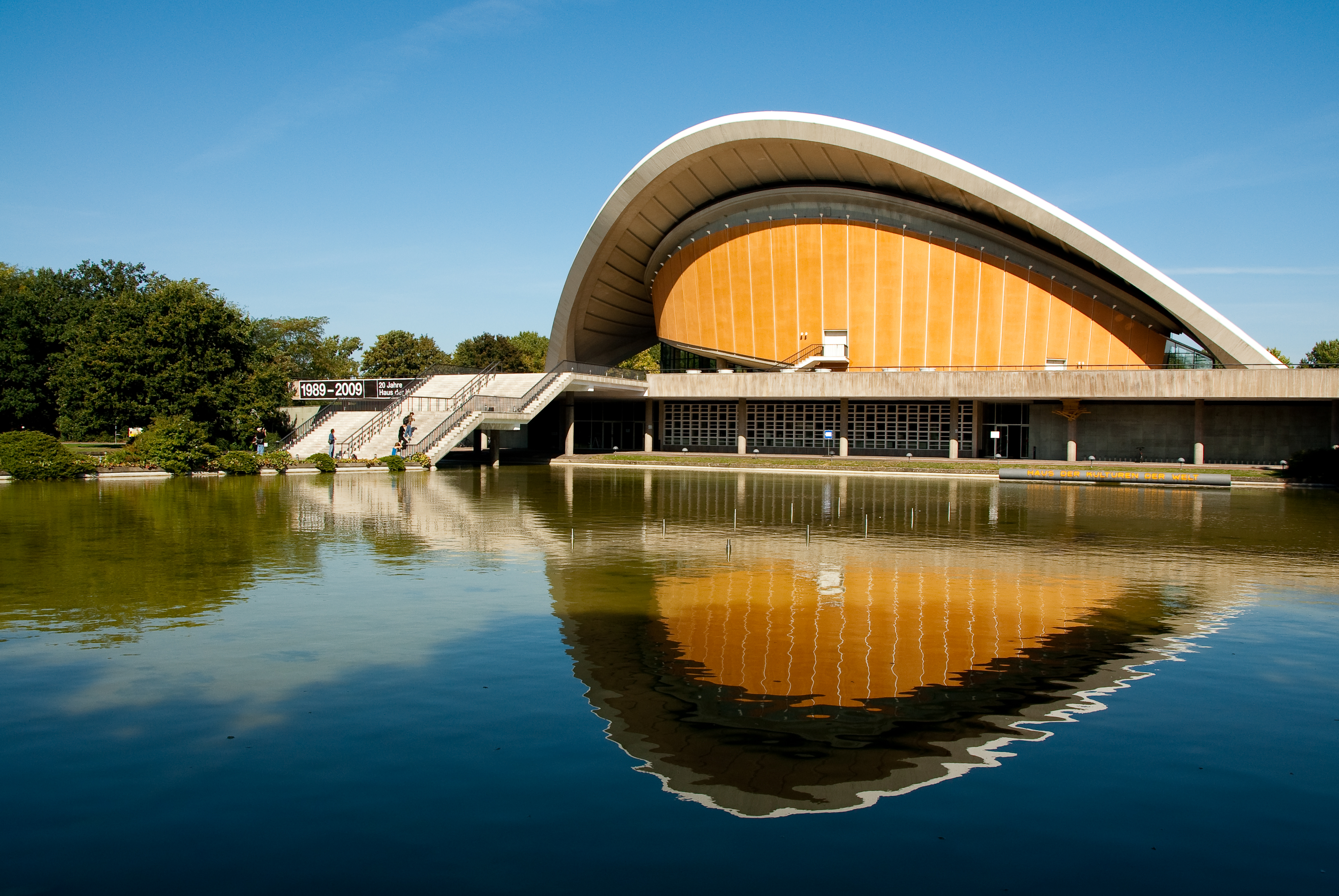
Дом культур мира
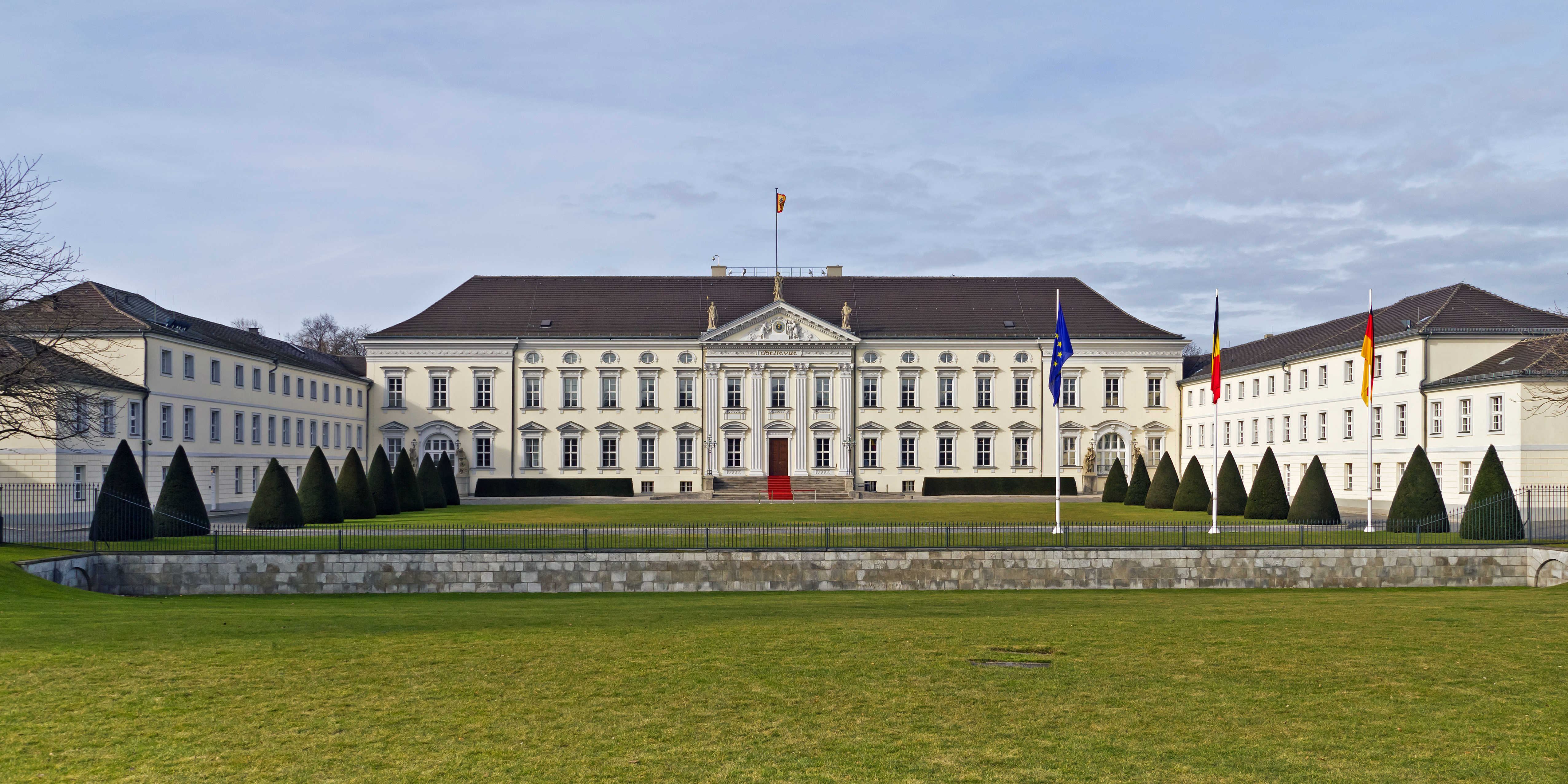
Дворец Бельвю
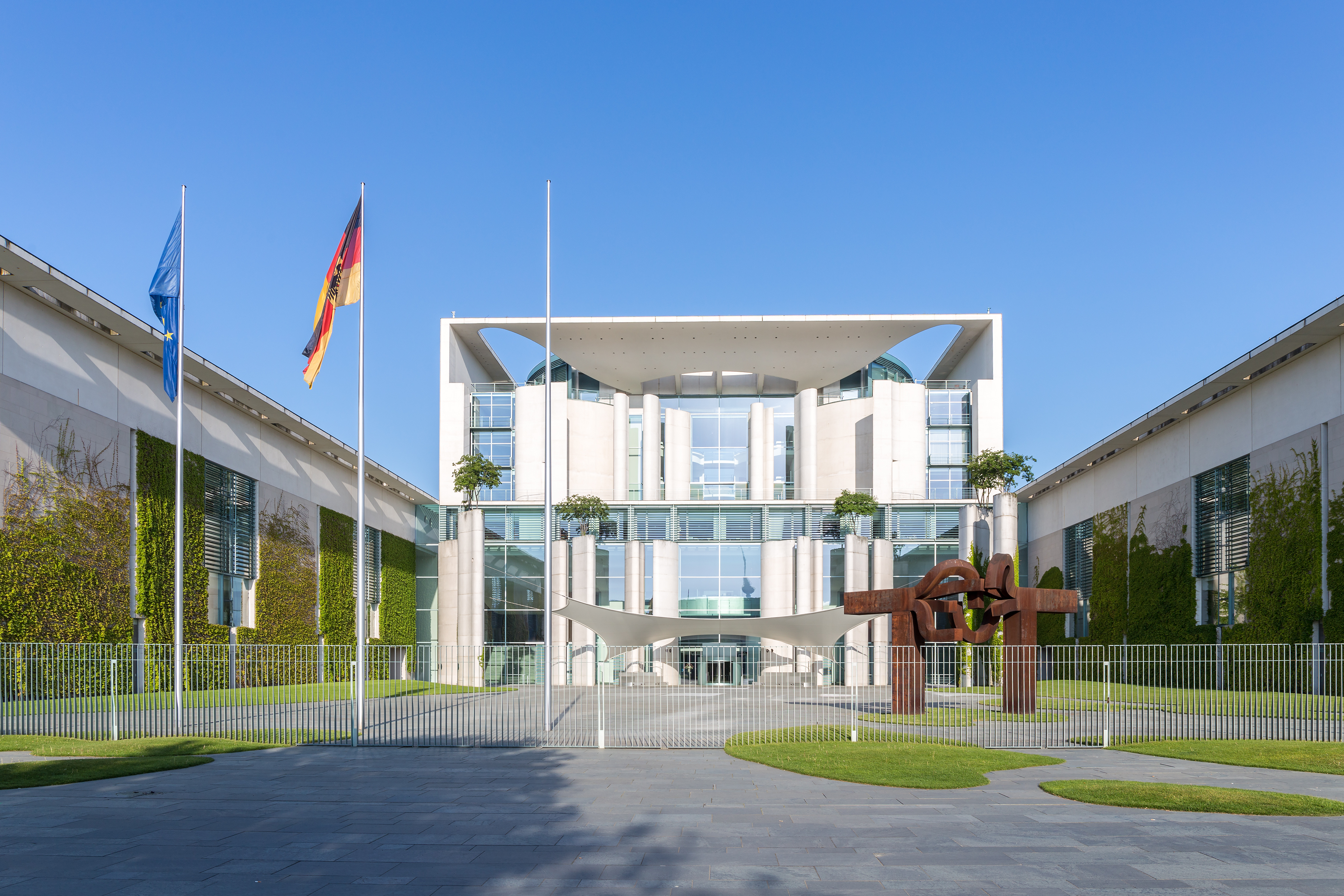
Ведомство бундесканцлера
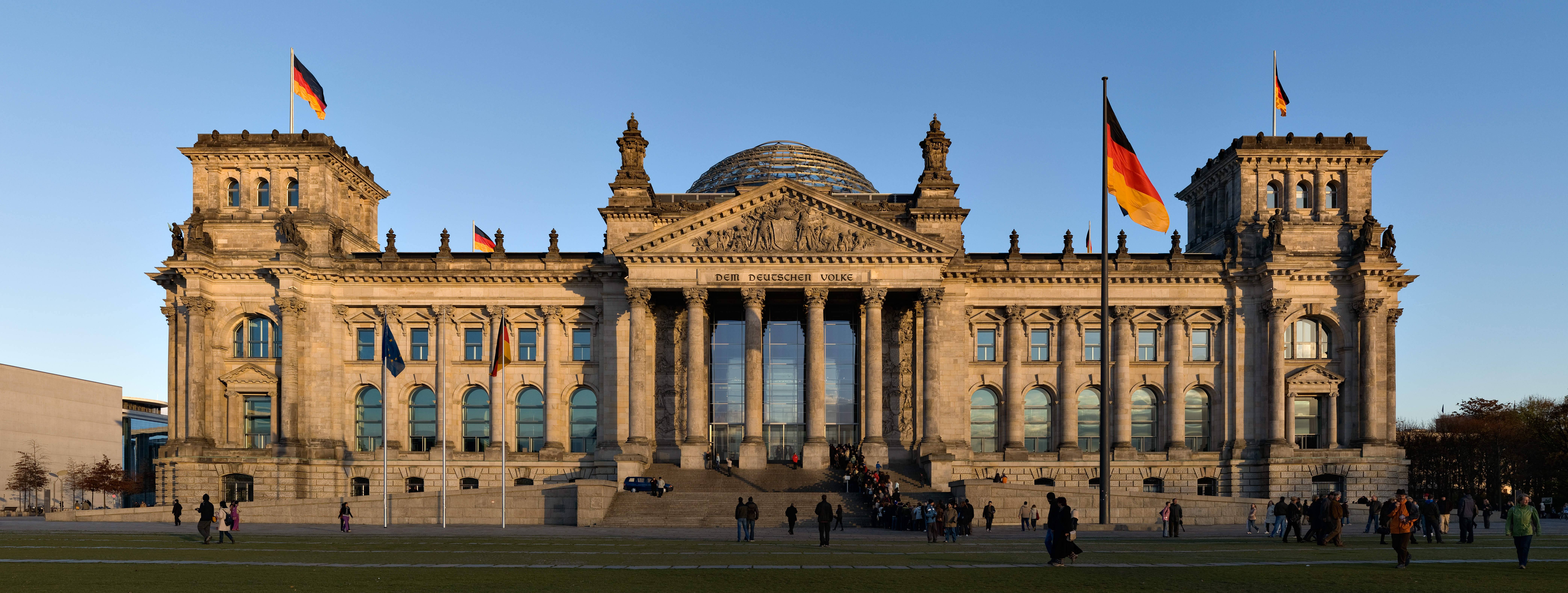
Рейхстаг
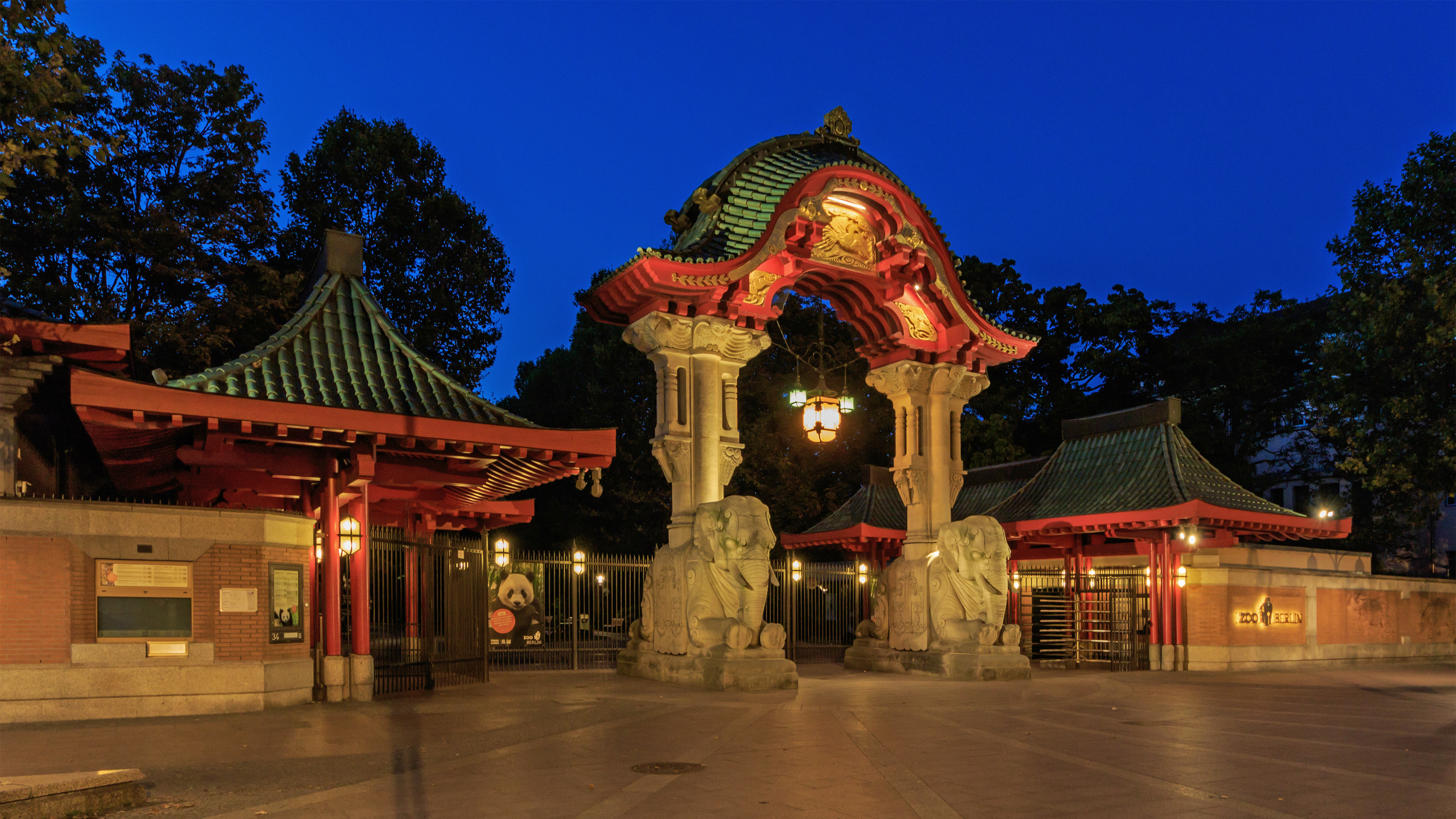
Берлинский зоопарк
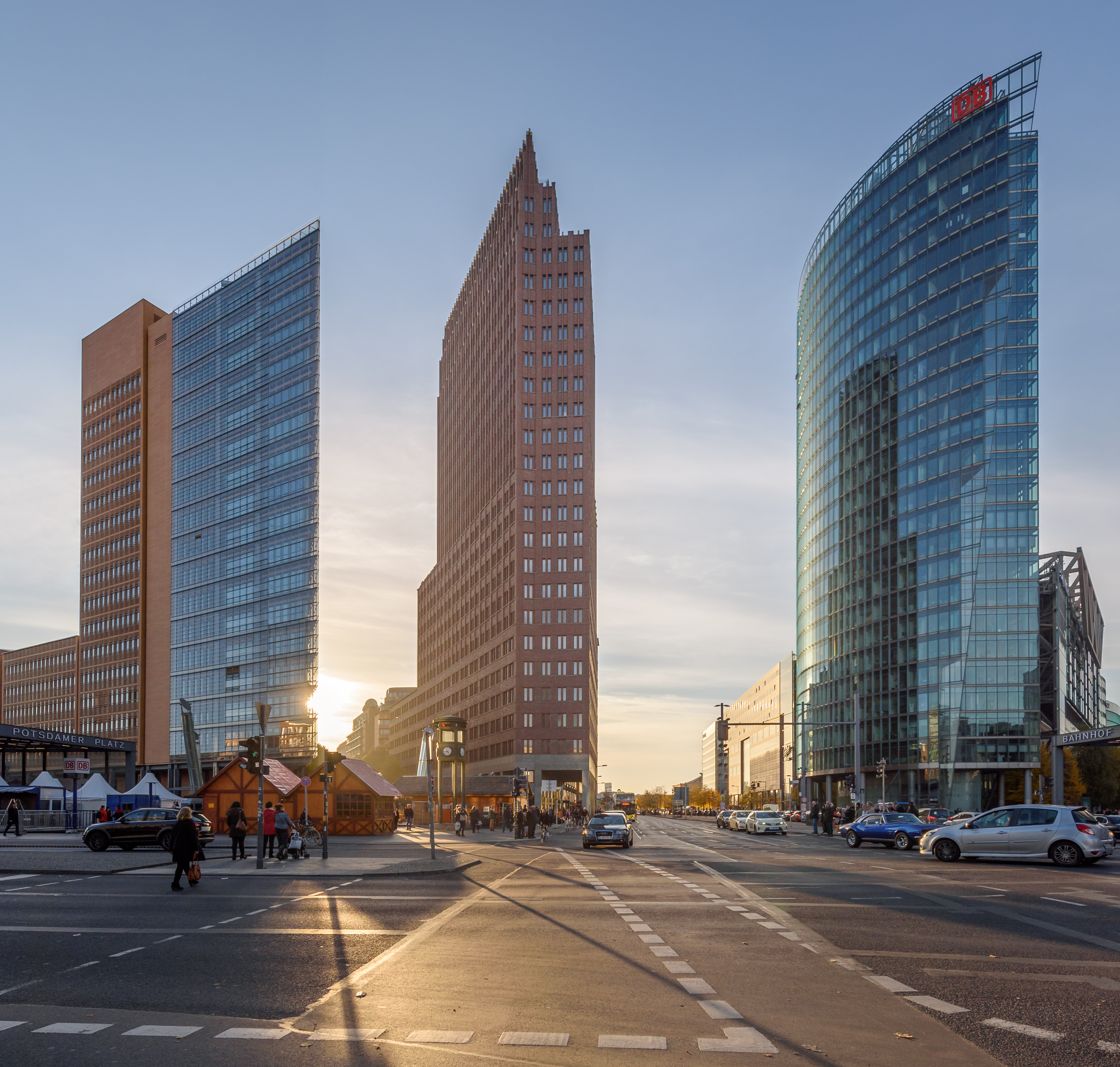
Потсдамская площадь
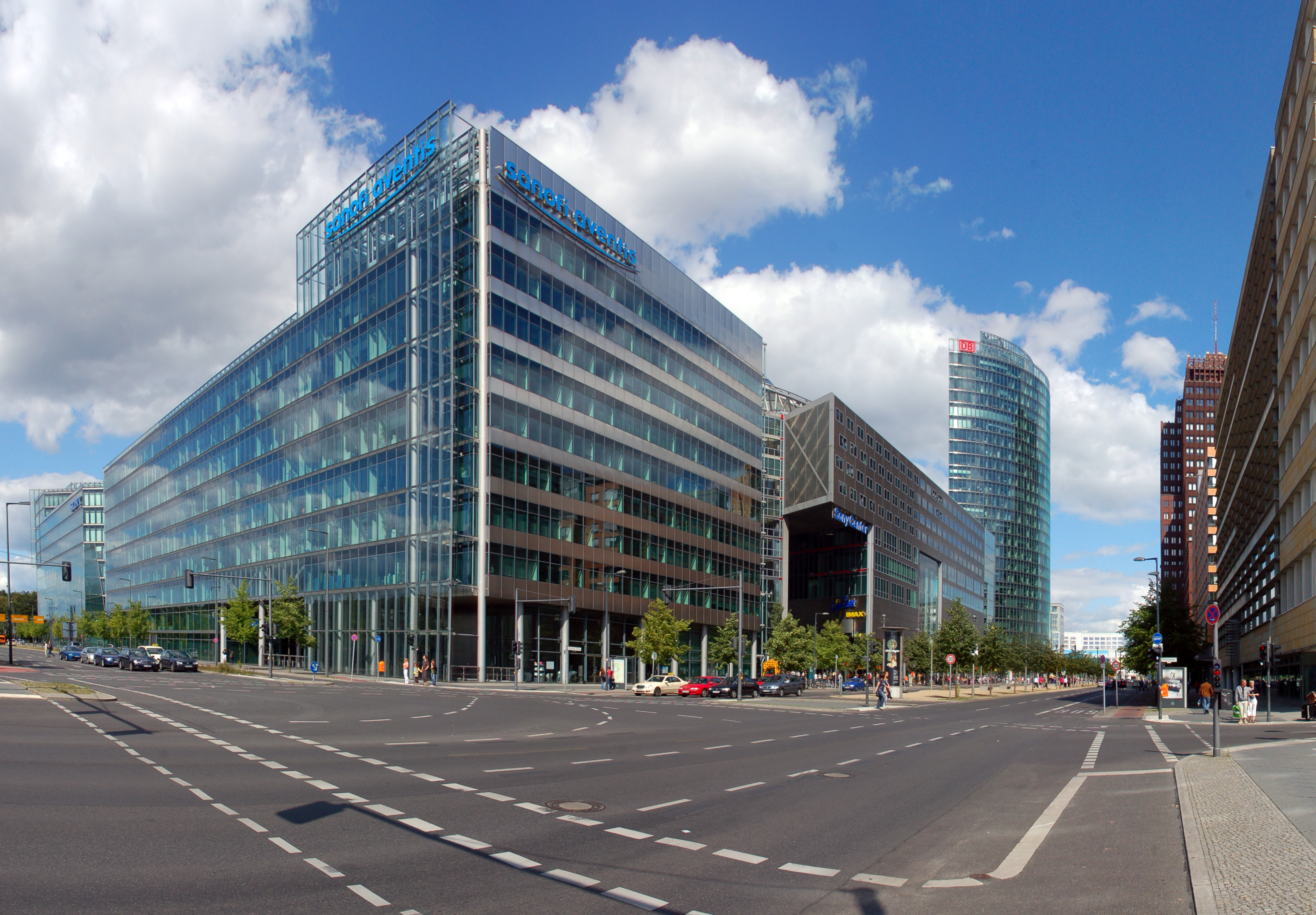
Sony Center
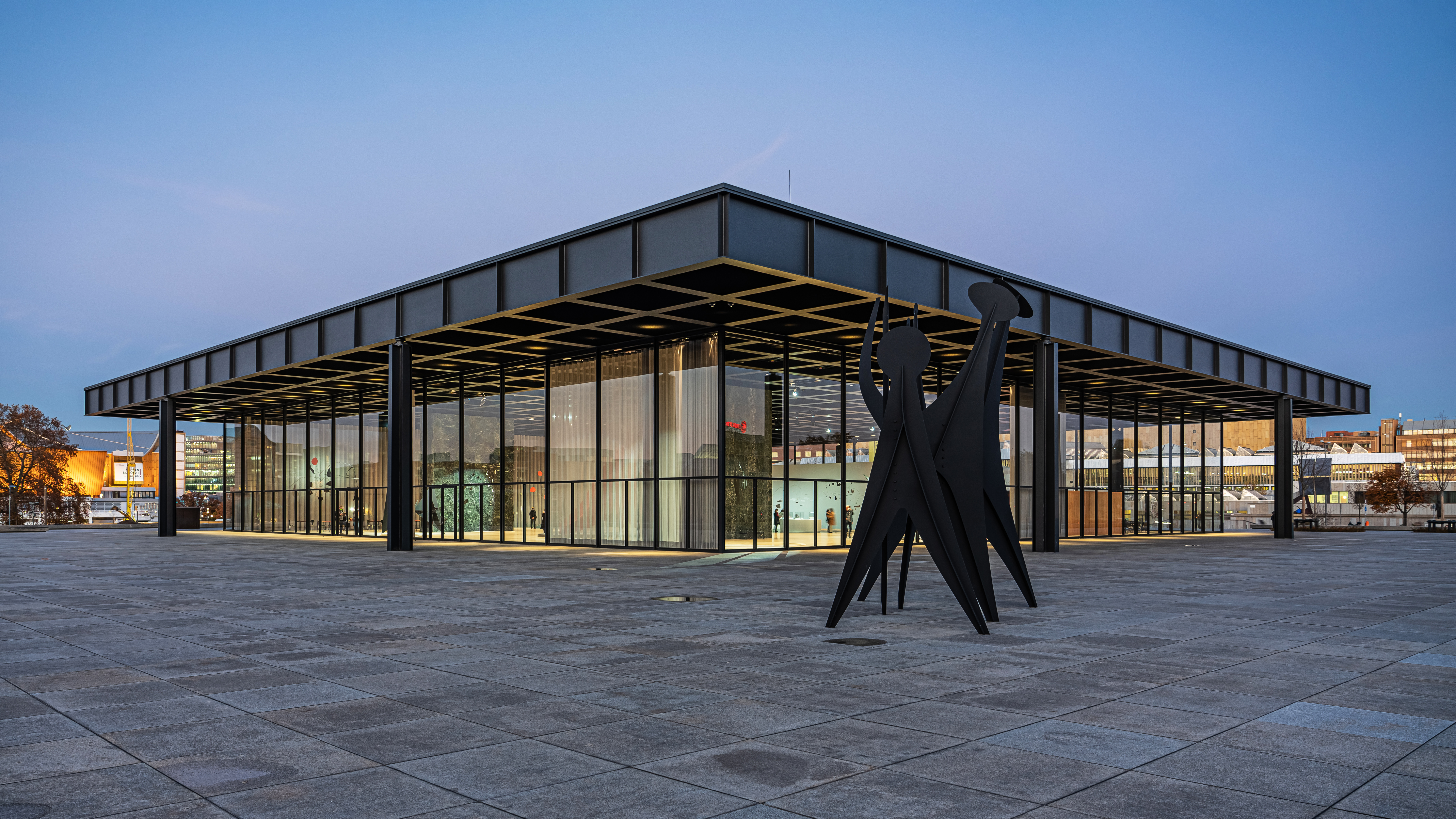
Новая национальная галерея
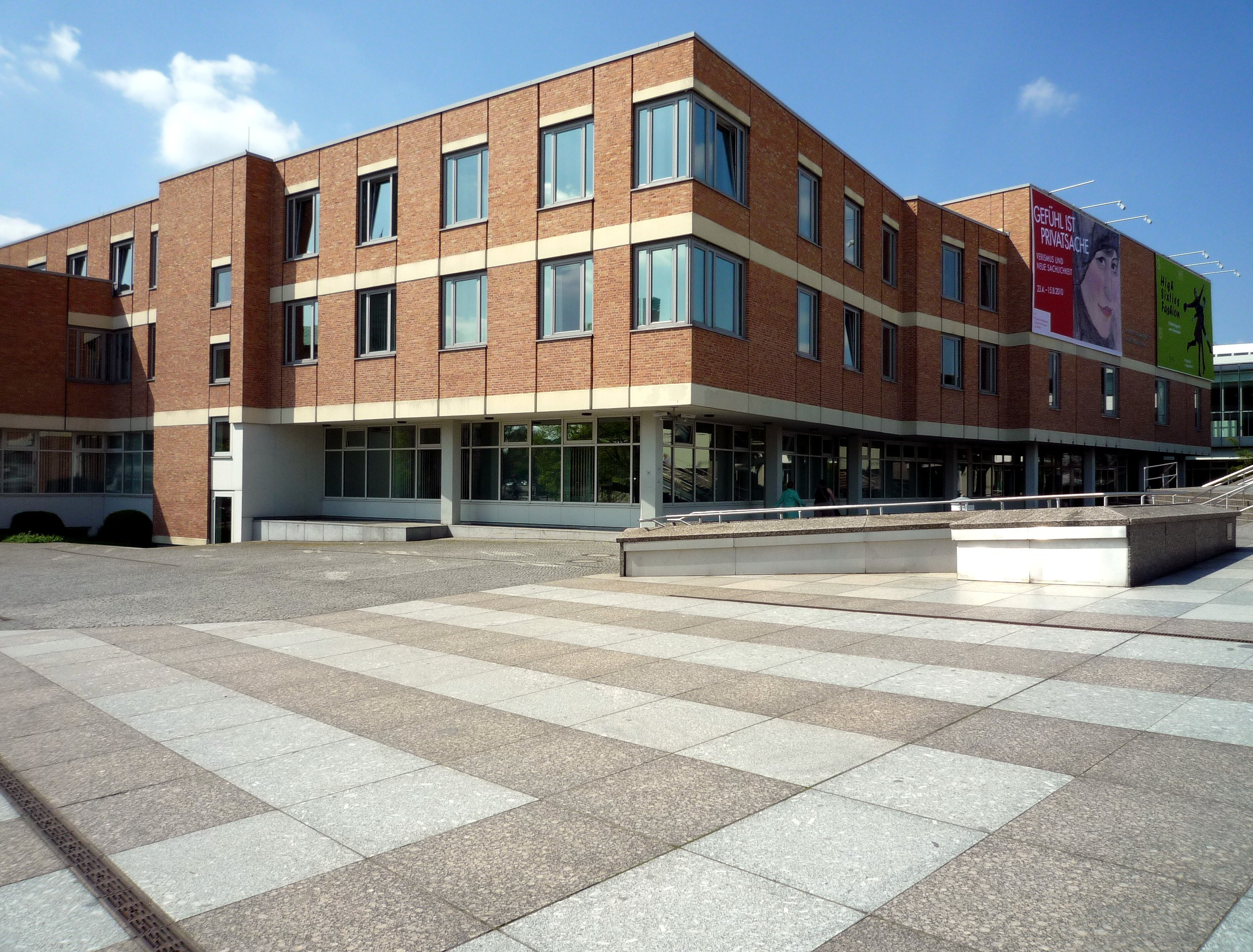
Гравюрный кабинет